# Lions de Bergame
Stade
Maillots
Champion 1993, 1998, 1999, 2000, 2001, 2002, 2003, 2004, 2005, 2006, 2007, 2008
Les Lions de Bergame (Bergamo Lions) est un club italien de football américain basé à Bergame. Ce club qui évolue au Stadio communale fut fondé en 1983.

## Palmarès
- Champion d'Italie : 1993, 1998, 1999, 2000, 2001, 2002, 2003, 2004, 2005, 2006, 2007, 2008
- Vice-champion d'Italie : 1992
- Champion d'Europe (Eurobowl) : 2000, 2001, 2002
- Vice-champion d'Europe (Eurobowl) : 1994, 2004, 2005